# Copa Libertadores 1961
De Copa Libertadores 1961 was de tweede editie van dit continentale voetbalbekertoernooi van de CONMEBOL.
Aan deze editie namen negen clubs deel, twee meer dan aan de eerste editie. Deelnemers waren de landskampioenen van Argentinië, Bolivia, Brazilië, Chili, Colombia, Ecuador, Paraguay, Peru en Uruguay. Alleen uit Venezuela nam geen club deel.
Het toernooi begon op 2 april 1960 en eindigde op 11 juni 1961. De Argentijnse club Peñarol prolongeerde de titel door in de finale Palmeiras uit Brazilië te verslaan.
Als winnaar van deze editie speelde Peñarol tegen Benfica, de winnaar van de Europacup I, in de tweede editie van de wereldbeker voetbal.

## Eerste ronde
De wedstrijden werden op 2 en 9 april gespeeld.
| Team 1                 | Tot. | Team 2       | 1e wedstr. | 2e wedstr. |
| ---------------------- | ---- | ------------ | ---------- | ---------- |
| Independiente Santa Fe | 5-2  | Barcelona SC | 3 - 0      | 2 - 2      |

## Kwartfinale
De wedstrijden werden tussen 9 april en 11 mei gespeeld.
| Team 1                 | Tot.  | Team 2                    | 1e wedstr. | 2e wedstr. |
| ---------------------- | ----- | ------------------------- | ---------- | ---------- |
| Colo-Colo              | 4-6   | Club Olimpia              | 2-5        | 2-1        |
| Peñarol                | 5-2   | Universitario de Deportes | 5-0        | 0-2        |
| Independiente Santa Fe | 3-3 L | Club Jorge Wilstermann    | 3-2        | 0-1        |
| Independiente          | 0-3   | Palmeiras                 | 0-2        | 0-1        |

## Halve finale
De heenwedstrijden werden op 21 mei gespeeld, de terugwedstrijden op 27 en 28 mei.
| Team 1                 | Tot. | Team 2       | 1e wedstr. | 2e wedstr. |
| ---------------------- | ---- | ------------ | ---------- | ---------- |
| Peñarol                | 5-2  | Club Olimpia | 3-1        | 2-1        |
| Independiente Santa Fe | 3-6  | Palmeiras    | 2-2        | 1-4        |

## Finale
De wedstrijden werden op 4 en 11 juni gespeeld.
| Team 1  | Tot. | Team 2    | 1e wedstr. | 2e wedstr. |
| ------- | ---- | --------- | ---------- | ---------- |
| Peñarol | 2-1  | Palmeiras | 1-0        | 1-1        |

## Kampioen
|                   |
| Vlag van Uruguay  |
| Peñarol 2de titel |

1948 · 1960 · 1961 · 1962 · 1963 · 1964 · 1965 · 1966 · 1967 · 1968 · 1969 · 1970 · 1971 · 1972 · 1973 · 1974 · 1975 · 1976 · 1977 · 1978 · 1979 · 1980 · 1981 · 1982 · 1983 · 1984 · 1985 · 1986 · 1987 · 1988 · 1989 · 1990 · 1991 · 1992 · 1993 · 1994 · 1995 · 1996 · 1997 · 1998 · 1999 · 2000 · 2001 · 2002 · 2003 · 2004 · 2005 · 2006 · 2007 · 2008 · 2009 · 2010 · 2011 · 2012 · 2013 · 2014 · 2015 · 2016 · 2017 · 2018 · 2019 · 2020 · 2021 · 2022 · 2023